# Reilhac (Cantal)
Reilhac település Franciaországban, Cantal megyében. Lakosainak száma 1094 fő (2022. január 1.). Reilhac Crandelles, Jussac, Naucelles és Saint-Simon községekkel határos.

## Népesség
A település népessége az elmúlt években az alábbi módon változott:
| Lakosok száma | 538  | 901  | 989  | 1075 | 1093 | 1129 | 1100 | 1094 | 1089 | 1094 |
|               | 1968 | 1990 | 2006 | 2011 | 2015 | 2016 | 2018 | 2019 | 2021 | 2022 |